# Blood Bowl (jeu vidéo, 1995)
Pour les articles homonymes, voir Blood Bowl et Blood Bowl (jeu vidéo, 2009).
Blood Bowl est un jeu vidéo de stratégie au tour par tour sorti en 1995 sur PC. Il a été développé par Destiny Sofware et édité par MicroLeague Interactive.
Il est adapté du jeu de figurines éponyme de Games Workshop, Blood Bowl. Il se déroule dans un univers mêlant fantasy et football américain.

## Accueil
- PC Gamer : 71 %[1]